# NGC 7481
NGC 7481 је ознака објекта на координатама са ректансцензијом 23h 5m 51,0s и деклинацијом - 19° 56" 24'. Открио га је Ормонд Стоун, 1886. године. Каснијим посматрањима на том положају није уочен никакав астрономски објекат.